# علي سعد (ممثل)
علي سعد ممثل وممثل صوت لبناني.

## فيلموغرافيا

### أفلام
| السنة | العنوان         | الدور | ملاحظات |
| ----- | --------------- | ----- | ------- |
| 2015  | أميرة الروم     |       | صوت فقط |
| 2016  | القنينة السحرية |       | صوت فقط |
| 2016  | كنز قارون       |       | صوت فقط |

### تلفاز
| السنة     | العنوان       | الدور                | مصادر |
| --------- | ------------- | -------------------- | ----- |
| 1977      | عليا وعصام    |                      |       |
| 2011-2012 | الغالبون      |                      |       |
| 2011      | تشيللو        |                      |       |
| 2013      | قيامة البنادق | عبد الحسين شرف الدين | [ 3 ] |
| 2014      | باب المراد    | علي الرضا            | [ 4 ] |
| 2015      | عين الجوزة    | إسماعيل              | [ 5 ] |
| 2015      | درب الياسمين  | ياسين                | [ 5 ] |

### أدوار الدبلجة
- أصحاب الكهف
- أطلنطس: الإمبراطورية المفقودة - رورك (النسخة العربية الفصحى)
- توم المتكلم والأصدقاء - بن
- حياة حشرة - هوبير (النسخة العربية الفصحى)
- عودة أطلنطس (النسخة العربية الفصحى)
- وال إي - إم أو، جون (النسخة العربية الفصحى)
- يوسف الصديق - مالك بن زعر (2009)
- كيك باتاوسكي: المغامر - الأب (النسخة العربية الفصحى)
- الفانجيز - باسكال

### الراوي
- تحقيقات الكوارث الجوية
- فريق الإنقاذ الطرق الجليدية
- جثث قديمة: كشف الأسرار

## وصلات خارجية
- علي سعد على موقع IMDb (الإنجليزية)
- علي سعد على موقع قاعدة بيانات الأفلام العربية